# Halit Ergenç
Halit Ergenç (pronunție în turcă [haˈlit æɾˈɟentʃ]) (n. 30 aprilie 1970, Istanbul, Turcia) este un actor de teatru și film turc.

## Biografie
Halit Ergenç s-a născut ca fiu al lui Sait Ergenç, actor din epoca Yeşilçam,  pe 30 aprilie 1970, în Istanbul. A terminat studiile secundare la liceul Beşiktaş Atatürk, în 1989 și a intrat la Universitatea Tehnică din Istanbul pentru a studia Ingineria Marină. A plecat după un an pentru a studia opera la Mimar Sinan University și s-a finanțat el însuși, lucrând ca operator de calculator și de marketing. A lucrat pentru scurt timp ca backing vocalist și dansator pentru Ajda Pekkan și Leman Sam.

## Viață personală
Mama lui Halit Ergenç este de origine albaneză. El este căsătorit cu actrița Bergüzar Korel, cu care are un fiu pe nume Ali. El a declarat că îi place Zeki Demirkubuz, ca model de stil și Ferzan Özpetek ca model de emoție, dar preferă să lucreze mai cu seamă cu Reha Erdem și Çağan Irmak, pe care el îi descrie ca fiind cei mai tineri și talentați regizori.

## Filmografie

### Ca actor
| Anul      | Filmul                                     | Rolul               | Note |
| --------- | ------------------------------------------ | ------------------- | ---- |
| 1996      | Tatlı Kaçıklar                             |                     |      |
| 1996      | Kara Melek                                 |                     |      |
| 1997      | Böyle mi Olacaktı                          |                     |      |
| 1998      | Gurbetçiler                                |                     |      |
| 2000      | Ölümün El Yazısı                           |                     |      |
| 2000      | Hiç Yoktan Aşk                             |                     |      |
| 2001      | Dedem, Gofret ve Ben                       |                     |      |
| 2002      | Kumsaldaki İzler                           |                     |      |
| 2002      | Zeybek Ateşi                               |                     |      |
| 2002      | Azad                                       |                     |      |
| 2002      | Zerda                                      |                     |      |
| 2003      | Baba                                       |                     |      |
| 2003      | Esir Şehrin İnsanları                      |                     |      |
| 2003      | Okul                                       |                     |      |
| 2004      | Aliye. Fără copiii mei, niciodată! (Aliye) |                     |      |
| 2005      | The Net 2.0                                |                     |      |
| 2005      | Babam ve Oğlum                             |                     |      |
| 2006      | İlk Aşk                                    |                     |      |
| 2006      | 1001 de nopți (Binbir Gece)                | Onur Aksal          |      |
| 2008      | Devrim Arabaları                           |                     |      |
| 2009      | Acı Aşk                                    |                     |      |
| 2010      | Dersimiz: Atatürk                          | Atatürk             |      |
| 2010      | Misafir                                    |                     |      |
| 2011-2014 | Suleyman Magnificul (Muhteşem Yüzyıl)      | Suleyman Magnificul |      |
| 2016      | Patria mea ești tu! (Vatanım Sensin)       | Cevdet              |      |